# Simoketawang
Simoketawang is een bestuurslaag in het regentschap Sidoarjo van de provincie Oost-Java, Indonesië. Simoketawang telt 1501 inwoners (volkstelling 2010).